# Pseudominurus hortulanus
Pseudominurus hortulanus is een keversoort uit de familie Rhynchitidae. De wetenschappelijke naam van de soort is voor het eerst geldig gepubliceerd in 1899 door Faust.